# Rich Kid Blues
Rich Kid Blues es un álbum de estudio de la cantante británica Marianne Faithfull, grabado en 1971 bajo el título Masques y lanzado por primera vez en 1985.
El álbum fue producido por Mike Leander, quien esperaba lanzarlo con el sello Bell Records. A pesar de algunos comentarios positivos iniciales, el sello rechazó en editarlo una vez que ya se había finalizado su grabación. Las canciones fueron publicadas finalmente a mediados de los años 80 en una compilación del sello Castle Communications bajo el título de Rich Kid Blues, en el cual se incluyó también prácticamente todo el álbum Faithless publicado en 1978. 
Rich Kid Blues se lanzaría después como un álbum independiente de doce canciones a partir de 1998.

## Grabación y antecedentes
Marianne era una drogadicta viviendo en las calles de Londres, cuando su productor del sello Decca la encontró con la intención de producir las sesiones del álbum originalmente llamado, "Masques". El álbum fue grabado en Trident Studios, Londres, en 1971.
La lista de canciones iba a ser en el siguiente orden:
1. Chords of Fame
2. Beware of Darkness
3. It Takes a Lot to Laugh, It Takes a Train to Cry
4. Long Black Veil
5. Sad Lisa
6. It’s All Over Now, Baby Blue
7. Mud Slide Slim
8. Corrine, Corrina
9. Southern Butterfly
10. Visions of Johanna
11. Rich Kid Blues
12. Crazy Lady Blues

## Lista de canciones
- Antes de publicarse como un álbum por sí mismo en 1998, Rich Kid Blues había formado parte en 1985 de un doble disco de vinilo de mismo título en el cual estaban incluidas otras doce canciones de Marianne Faithfull pertenecientes casi todas ellas a su álbum Faithless editado en 1978. El recopilatorio en vinilo tendría un año después su versión en disco compacto, en el que ya solo se reflejaron seis de las canciones que se habían añadido de Faithless.[2] Tanto el doble vinilo como el disco compacto formaban parte de una serie que la compañía Castle Communications había dedicado a diferentes artistas a partir de 1985.[3]

Solo a partir de 1998 se empezó a publicar y reeditar Rich Kid Blues por distintos sellos de la compañía Demon Records como un álbum autónomo de doce canciones.
| Rich Kid Blues (1998 y reediciones) |                                                    |                                               |          |  |
| N.º                                 | Título                                             | Escritor(es)                                  | Duración |  |
| 1.                                  | «Rich Kid Blues»                                   | Terry Reid                                    | 4:15     |  |
| 2.                                  | «Long Black Veil»                                  | Danny Dill, Marijohn Wilkin                   | 2:58     |  |
| 3.                                  | «Sad Lisa»                                         | Cat Stevens                                   | 2:25     |  |
| 4.                                  | «It's All Over Now, Baby Blue»                     | Bob Dylan                                     | 3:47     |  |
| 5.                                  | «Southern Butterfly»                               | Tim Hardin                                    | 3:14     |  |
| 6.                                  | «Chords of Fame»                                   | Phil Ochs                                     | 3:43     |  |
| 7.                                  | «Visions of Johanna»                               | Dylan                                         | 4:35     |  |
| 8.                                  | «It Takes a Lot to Laugh, It Takes a Train to Cry» | Dylan                                         | 3:51     |  |
| 9.                                  | «Beware of Darkness»                               | George Harrison                               | 3:30     |  |
| 10.                                 | «Corrine, Corrina»                                 | Bo Chatmon, Mitchell Parish, J. Mayo Williams | 2:29     |  |
| 11.                                 | «Mud Slide Slim»                                   | James Taylor                                  | 3:36     |  |
| 12.                                 | «Crazy Lady Blues»                                 | Sandy Denny                                   | 2:03     |  |
| 40:24                               |                                                    |                                               |          |  |

## Créditos
| - Marianne Faithfull – voz - Bill Farley – mezcla - Mike Leander – producción |